# 11927 Mount Kent
11927 Mount Kent eller 1993 BA är en asteroid i huvudbältet som upptäcktes den 16 januari 1993 av den japanska astronomen Tsutomu Seki vid Geisei-observatoriet. Den är uppkallad efter Mount Kent-observatoriet i Australien.
Asteroiden har en diameter på ungefär 8 kilometer.